# 대륙제관
대륙제관(Daeryuk Co., Ltd)은 대한민국의 기업이다. 본사는 서울특별시 강남구 역삼로 221 여성경제인협회 빌딩 5층에 위치해 있으며 대표이사는 박봉국, 박봉준이다.

## 역사
1958년 서울 양평동에서 설립하였다

## 사고
부탄가스 폐기실 배관라인 폭발로 인해 아산시 대륙제관 공장에서 근로자 1명이 화상을 입었다.

## 관계사
- (주)맥선

## 같이 보기
- 부탄가스

## 참고문헌
1. ↑  대륙제관, 7천만불 수출의 탑 수상…"K-부탄가스 신화"
2. ↑  [https://news.heraldcorp.com/view.php?ud=20240307050749 대륙제관, 지난해 영업익 156억…전년비 61.4% ↑
, 헤럴드경제, 2024.03.07]
3. ↑  ‘안터지는 맥스 부탄가스’ 만든 대륙제관 60주년
4. ↑  아산 대륙제관 폭발사고 발생, 충청투데이, 2016년 12월 25일